# Cratere Metrodora
Metrodora è un cratere sulla superficie di 4 Vesta. È intitolato a Claudia Metrodora, magistrata greco-romana.  